# Ancestreuma subulatum
Ancestreuma subulatum är en mångfotingart som beskrevs av Mikhaljova 2000. Ancestreuma subulatum ingår i släktet Ancestreuma och familjen Diplomaragnidae. Inga underarter finns listade i Catalogue of Life.